# Stan Sloan
Stanley R. Sloan er en amerikansk skribent der beskæftiger sig med international politik, særligt NATO. Han har skrevet flere bøger og artikler om emnet.
Sloan begyndte sin karriere i Central Intelligence Agency (CIA) i 1967.
Fra 1975 og indtil sin pensionering i 1999 arbejdede han i Congressional Research Service (CRS) i forskellige stillinger.
Sloan er tilknyttet Middlebury College og det amerikanske Atlantic Council.
Flere
af Sloans værker har taget afsæt i Harlan Clevelands beskrivelse af NATO som en transatlantisk handel ("transatlantic bargain"), det vil sige hvor alliansen ses som "usentimentale beregninger af national selv-interesse på begge sider af Atlanten."
Sloan har givet ekspertudsagn til den amerikanske kongres.
Den 8. september 2018 talte han til en høring om NATO hvor han blandt andet kommenterede på byrdedelingen blandt alliancens medlemmer.
I den bredere danske offentlighed blev Sloan kendt i forbindelse med aflysningen af en international NATO-konference der skulle have været afholdt den 10. december 2019 i Danmark i anledning af 70-års jubilæuet for NATO.
Han var indbudt som taler af Atlantsammenslutningen, men efter at Carla Sands, den amerikanske ambassadør i Danmark, modsatte sig at Sloans deltagelse, så aflyste sammenslutningen arrangementet.
Som CIA-analytiker havde Sloan haft kontakt til journalisten Jørgen Dragsdahl mens han var USA-korrespondent for Dagbladet Information.
Ifølge Dragsdahl havde Sloan rådet ham til at tage til Wien i forbindelse med nedrustningsforhandlinger i 1980.
Dragsdahls Wien-rejse blev en af detaljerne diskuteret i injurie-retssagen mellem Dragsdahl og historikeren Bent Jensen.

## Udvalgt bibliografi

### Bøger
- Stanley R. Sloan (1. februar 2018), Transatlantic traumas, Manchester University Press, ISBN 978-1-5261-2871-3, OL 30594359M, Wikidata  Q77847165
- Stanley R. Sloan (2016), Defense of the West, Manchester University Press, ISBN 978-1-5261-0575-2, OL 27222546M, Wikidata  Q77845655
- Stanley R. Sloan (1986), NATO’s Future, Macmillan Publishers, doi:10.1007/978-1-349-08362-6, ISBN 978-1-349-08364-0, OL 37255423M, Wikidata  Q77846054

### Artikler
- Stanley R. Sloan (april 2000), "The United States and European defence", Chaillot Papers (39), Wikidata  Q77849176
- Stanley R. Sloan (april 1995), "US perspectives on NATO's future", International Affairs, 71 (2): 217-231, doi:10.2307/2623431, JSTOR 2623431, Wikidata  Q77846493